# الخريويعة (الوڭوم)
الخريويعة هي إحدى مشيخات المملكة المغربية، تتبع جغرافيا لإقليم طاطا وإداريًا لالوڭوم. يقدر عدد سكانها بـ 5142 نسمة حسب الإحصاء الرسمي للسكان والسكنى لسنة 2004.